# Gerda Renée Blumenthal
Gerda Renée Blumenthal (* 26. Juli 1923 in Berlin; † 18. April 2004 in Washington, D.C.) war eine deutsch-amerikanische Romanistin.

## Leben
Gerda Blumenthal war eine Tochter des Arztes Adolf Blumenthal und der Physiotherapeutin Olga Posin. Sie emigrierte 1937 als Verfolgte des NS-Regimes mit ihren Eltern und zwei Schwestern über Moskau und Litauen in die Vereinigten Staaten (1939), wo sie 1947 die Staatsbürgerschaft erlangte und 1949 vom jüdischen zum römisch-katholischen Glauben übertrat. 
Sie erwarb 1945 am Hunter College den Bachelorgrad und studierte weiter an der Columbia University, wo sie 1947 den Magistergrad erreichte und 1955 promoviert wurde. Dann war sie bis 1968 zuerst Assistenzprofessorin, dann Professorin am Washington College in Chestertown (Maryland). Von 1968 bis zur Emeritierung 1988 lehrte sie als Professorin für Französisch und Komparatistik an der Katholischen Universität von Amerika in Washington, D.C.

## Veröffentlichungen
- (Übersetzerin) Abtei Maredsous: Guide to the Bible. London Sands 1953. (Sands = Stillbirth and Neonatal Death Society)
- André Malraux. The Conquest of Dread.  Johns Hopkins Press, Baltimore 1960.
- The Poetic Imagination of Georges Bernanos. An essay in interpretation. Johns Hopkins Press, Baltimore 1965.
- Thresholds. A Study of Proust. Summa Publications, Birmingham, Alabama 1984.